# زاویه زیرجناغی
دهانه تحتانی قفسه سینه توسط دوازدهمین مهره قفسه سینه در پشت، توسط دنده‌های یازدهم و دوازدهم در طرفین و در جلو توسط غضروف‌های دهم، نهم، هشتم و هفتم تشکیل می‌شود که از دو طرف بالا می‌روند و زاویه‌ای شکل می‌دهند به نام زاویهٔ زیرجناغی (Infrasternal angle) زائده خنجری در راس این زاویه قرار می‌گیرد.
بارداری باعث افزایش زاویه از ۶۸ درجه به ۱۰۳ درجه می‌شود.